# IV Giochi europei
I IV Giochi europei (in inglese European Games, in turco:  4. Avrupa Oyunları), informalmente conosciuti come Istanbul 2027, si terranno a Istanbul, in Turchia, nell'estate del 2027.

## Assegnazione
Nel corso del 2022, il Comitato Olimpico Europeo (COE) hanno annunciato di essere vicini a individuare un Paese ospitante per la quarta edizione dei Giochi europei. Tra i potenziali candidati figuravano Spagna, Francia e Portogallo, mentre anche la città croata di Spalato aveva manifestato interesse a ospitare l’evento.
Nel mese di ottobre 2023, la città di Istanbul, in Turchia, ha ufficialmente espresso la propria intenzione di candidarsi per ospitare i Giochi europei del 2027, insieme ai Campionati europei paralimpici dello stesso anno. Questa doppia candidatura si inserisce in una più ampia strategia della metropoli turca per rafforzare le proprie credenziali in vista di una possibile candidatura ai Giochi olimpici e paralimpici estivi del 2036. In tale contesto, sono stati anche annunciati piani per il reinserimento di discipline come la ginnastica e il nuoto nel programma sportivo dell’edizione 2027.
Il 7 febbraio 2024, una delegazione ufficiale di Istanbul ha presentato i dettagli della candidatura durante una riunione del Comitato Esecutivo dei Comitati Olimpici Europei, tenutasi a Madrid. A seguito della presentazione, il presidente dei COE, Spyros Capralos, ha elogiato le infrastrutture della città turca, dichiarando l'intenzione di visitarla per ulteriori valutazioni.
Il 27 marzo 2024, Istanbul è stata ufficialmente designata come città ospitante dei Giochi europei del 2027. L’annuncio è stato effettuato nel corso di una conferenza stampa congiunta con il sindaco della città, Ekrem İmamoğlu. Successivamente, il 16 maggio 2024, una delegazione turca, accompagnata dallo stesso İmamoğlu, si è recata in Italia per la firma di un primo accordo formale con i COE, sancendo l’assegnazione ufficiale dell’evento.
L’atto conclusivo è avvenuto il 28 febbraio 2025, quando il Contratto della Città Ospitante è stato sottoscritto durante la 54ª Assemblea Generale dei Comitati Olimpici Europei a Francoforte. Il documento è stato firmato congiuntamente dai rappresentanti del COE, del Comitato Olimpico Nazionale Turco e della Municipalità Metropolitana di Istanbul.

### Voto dell'assegnazione
| Città    | Nazione | Voti      |
| -------- | ------- | --------- |
| Istanbul | Turchia | Unanimità |

### Paesi partecipanti
- Albania
- Andorra
- Armenia
- Atleti Olimpici Rifugiati
- Austria
- Azerbaigian
- Belgio
- Bosnia ed Erzegovina
- Bulgaria
- Croazia
- Cipro
- Danimarca
- Estonia
- Finlandia
- Francia
- Georgia
- Germania
- Gran Bretagna
- Grecia
- Irlanda
- Islanda
- Israele
- Italia
- Kosovo
- Lettonia
- Liechtenstein
- Lituania
- Lussemburgo
- Macedonia del Nord
- Malta
- Moldavia
- Monaco
- Montenegro
- Norvegia
- Paesi Bassi
- Polonia
- Portogallo
- Rep. Ceca
- Romania
- San Marino
- Serbia
- Slovacchia
- Slovenia
- Spagna
- Svezia
- Svizzera
- Turchia
- Ucraina
- Ungheria

A seguito dell'invasione russa dell'Ucraina del 2022, non è attualmente chiaro se il Comitato Olimpico Europeo inviterà gli atleti di Russia e Bielorussia ai Giochi Europei, precedentemente sanzionati.

### Discipline
Nel marzo 2024, è emerso che l’International Cricket Council (ICC) aveva avviato colloqui con gli organizzatori dei Giochi europei del 2027 in merito alla possibile inclusione del cricket nel programma dell’evento. L’inserimento di questo sport avrebbe un significato strategico, in quanto il cricket farà il suo ritorno nel programma olimpico in occasione dei Giochi della XXXIV Giochi Olimpici di Los Angeles 2028. La partecipazione ai Giochi europei potrebbe dunque costituire un'opportunità di qualificazione continentale per le nazionali europee.
Il 3 marzo 2025, è stato ufficialmente annunciato che il sollevamento pesi entrerà a far parte del programma sportivo dei Giochi europei del 2027, annunciando inoltre che servirà come evento qualificante per le olimpiadi del 2028.